# Numero omirp
Un numero omirp è un numero primo non palindromo le cui cifre decimali, scritte in ordine inverso, danno origine a loro volta ad un altro numero primo (da cui la denominazione omirp, scrittura inversa di primo).
Si differenzia dal primo permutabile perché non considera tutte le possibili permutazioni delle cifre, ma solo la scrittura alla rovescia del numero stesso: ne consegue che tutti i numeri primi permutabili non palindromi sono numeri omirp.
- Numeri omirp di due cifre: 13/31 - 17/71 - 37/73 - 79/97
- Numeri omirp di tre cifre: 107/701 - 113/311 - 149/941 - 157/751 - 167/761 - 179/971 - 199/991 - 337/733 - 347/743 - 359/953 - 389/983 - 709/907 - 739/937 - 769/967